# Vattenpolo vid olympiska sommarspelen 1932
Vattenpoloturneringen vid Olympiska sommarspelen 1932 avgjordes i Los Angeles. Enbart herrarnas turnering ordnades. Brasiliens landslag diskvalificerades efter att brasilianska spelare under ledning av målvakten Luiz Henrique da Silva hade attackerat domaren Béla Komjádi från Ungern efter förlust mot USA med siffrorna 6–1. Polisen i Los Angeles lyckades lugna situationen. Komjádi var både domare och tränare för Ungerns landslag som till slut vann turneringen.

## Medaljsummering
| Gren                          | Guld | Silver | Brons |
| Herrarnas vattenpoloturnering | Ungern István Barta György Bródy Olivér Halassy Márton Homonnai Sándor Ivády Alajos Keserű Ferenc Keserű János Németh Miklós Sárkány József Vértesy | Tyskland Emil Benecke Otto Cordes Hans Eckstein Fritz Gunst Erich Rademacher Joachim Rademacher Hans Schulze Heiko Schwartz | USA Austin Clapp Philip Daubenspeck Charles Finn Charles McCallister Wally O'Connor Cal Strong Herbert Wildman |

## Resultat

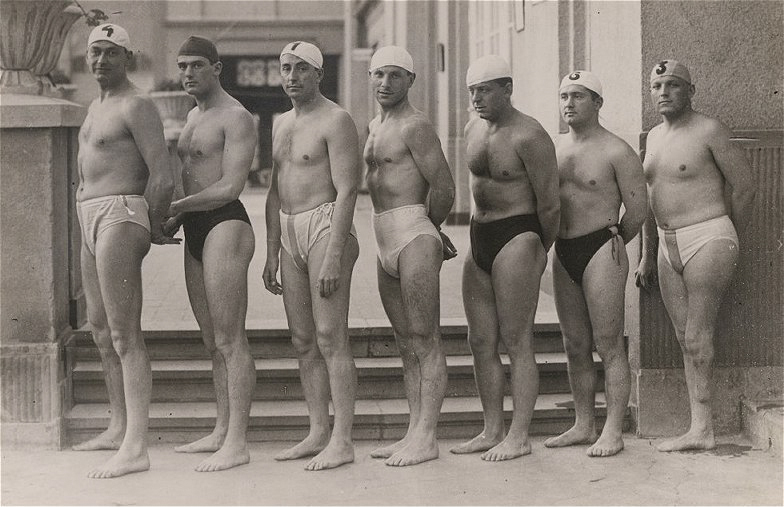
Ungerns herrlandslag i vattenpolo vann OS-guld för första gången i Los Angeles.

- 4 augusti

| Tyskland | 7 – 3 | Brasilien |

- 6 augusti

| USA    | 6 – 1 | Brasilien |
| Ungern | 6 – 2 | Tyskland  |

- 7 augusti

| USA | 10 – 0 | Japan |

- 8 augusti

| Ungern | 18 – 0 | Japan |

- 9 augusti

| USA | 4 – 4 | Tyskland |

- 11 augusti

| Ungern | 7 – 0 | USA |

- 12 augusti

| Tyskland | 10 – 0 | Japan |

## Placeringar
| Pl. | Lag       |
| --- | --------- |
| 1.  | Ungern    |
| 2.  | Tyskland  |
| 3.  | USA       |
| 4.  | Japan     |
| DSQ | Brasilien |

### Fotnoter
1. ↑  1932, Los Angeles: Komjadi didn't know samba. Water Polo Legends. Läst 10 juli 2014.
2. ↑  Komjadi, Bela Arkiverad 3 mars 2016 hämtat från the Wayback Machine.. Jews in Sports. Läst 10 juli 2014.